# Catedral de San Luis el Rey (Haifa)
La Catedral de San Luis el Rey o bien la Iglesia Maronita de San Luis (en hebreo: הכנסייה המרונית סנט לואי ) es el nombre que recibe un edificio religioso católico (de rito oriental maronita) que se encuentra ubicado en la localidad de Haifa en el norte de Israel.
Funciona como la sede de la archieparquía de Haifa y Tierra Santa (Archieparchia Ptolemaidensis Maronitarum in Terra Sancta) que fue elevada a su actual estatus en 1996.
Fue edificada por Ibrahim Nasrallah y Salim Khoury y como su nombre lo indica fue dedicada a San Luis IX de Francia (1214-1270). La construcción comenzó en diciembre de 1883 y se sentaron las bases en enero de 1884. El trabajo fue interrumpido el 24 de agosto de 1885, pero se reanudó en agosto de 1887 y la iglesia fue terminada en noviembre de 1889.